# Shih-Hung Chen
(Kevin) Shih-Hung Chen (* 27. Februar 1976 in Changhua, Taiwan; chinesisch: 陳思宏) ist ein Schriftsteller, Schauspieler und Journalist.

## Leben
Shih-Hung Chen wurde als letztes von neun Kindern geboren und studierte Anglistik und Theaterwissenschaften in Taipei. Seit 2003 lebt er in Berlin.

## Werke
Shih-Hung Chen hat zahlreiche Bücher publiziert, darunter einige mit Kurzgeschichten (u. a. The Generation of Blossoming Nails (指甲長花的世代), Three Ways to Get Rid of Allergies (去過敏的三種方法) und The Ghost Track of Bonfire (營火鬼道)). Ferner sind bislang fünf Romane erschienen, darunter Attitude (態度) und – der bislang erfolgreichste Roman – 2019 Ghost Town (鬼地方), welcher in mehr als zehn Sprachen übersetzt wurde. Auch die Nachfolgeromane Die guten Menschen von oben (樓上的好人) sowie Pangolin No. 67 (第六十七隻穿山甲) sind bereits in Übersetzungen veröffentlicht worden.
2011 und 2014 erschien jeweils ein Buch mit Geschichten aus Berlin (叛逆柏林: Rebellious Berlin) und Berlin Rebels on (柏林繼續叛逆). Zudem berichtet er für diverse Medien aus Taiwan (United Daily News, Liberty Times und Mandarin Daily News) in Kolumnenform über das Leben in Deutschland und Berlin. Seine Werke sind insbesondere bei Jugendlichen beliebt.

## Schauspieler
Als Schauspieler ist er in Deutschland bislang in den Filmen zu sehen gewesen: Ghosted von Monika Treut (2009), dem Kurzfilm Kung Bao Huhn von Bin Chuen Choi (2010), Global Player – Wo wir sind isch vorne von Hannes Stöhr (2013) und der Comedy-Serie Jerks. (2018).

## Auszeichnungen
Der Roman Attitude hat den Preis als bestes Erstlingswerk in Taiwan gewonnen. Ghost Town wurde 2020 mit dem Grand Prize des Taiwan Literature Awards bedacht.
Im Herbst 2023 nahm Chen als writer-in-resident am Writing Program der University of Iowa teil.